# Коле, Луиза
Луиза Коле (фр. Louise Colet, урождённая фр. Révoil de Servannes; 1810—1876) — французская писательница и поэтесса, хозяйка литературного салона.

## Биография
Луиза Коле родилась 15 сентября 1810 года в Экс-ан-Провансе. Чтобы сбежать из провинции и жить в столице, она вышла замуж за композитора Ипполита Коле в 1834 году, будучи ещё совсем юной девушкой 24-х лет.

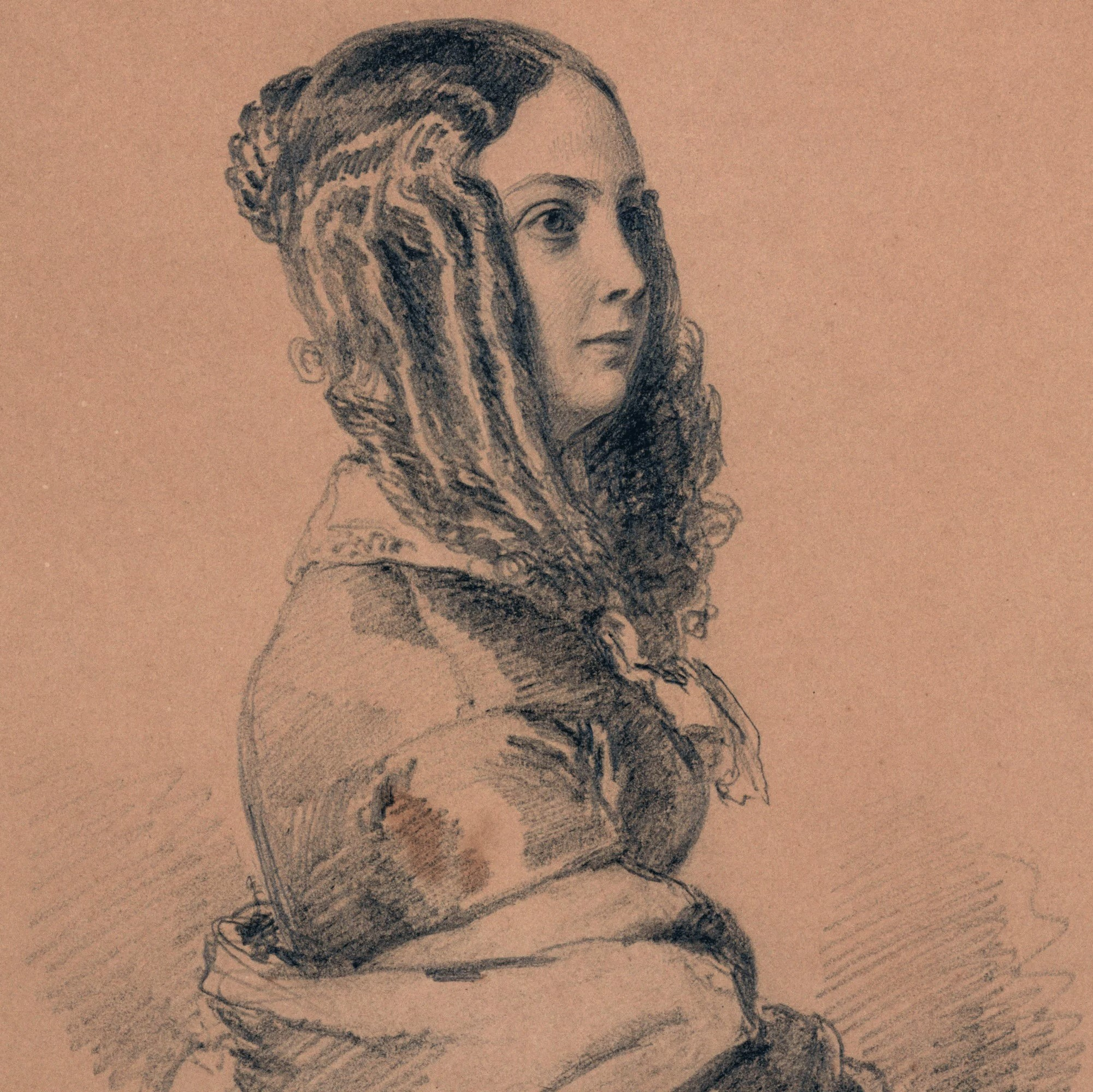
Луиза Коле

В 1836 году юная поэтесса дебютировала на литературном поприще стихотворным сборником «Fleurs du midi» и в течение четырёх лет получала первую академическую премию за стихи. Эти успехи вызвали сильные нападки и насмешки со стороны известного писателя Альфонса Kappa; выведенная из терпения поэтесса бросилась с ножом в руках на обидчика, но убить Альфонса не удалось. Эта история произвела большую сенсацию и передавалась из уст в уста друзьями той и другой стороны. Позднее Коле подробно изложила весь этот инцидент в письме в «Фигаро» (29 марта 1869 года).
В 1840 году у Луизы родилась дочь Генриетта. Достоверно неизвестно, кто был отцом: девочка носила фамилию Коле, однако её содержание обеспечивал любовник Луизы Виктор Кузен.
Литературный салон Луизы Коле был сборным пунктом разных знаменитостей дня, и её дружеские отношения с Кузеном, Вильменом, Мюссэ и Флобером сделали её имя очень известным. Некоторый шум наделало издание писем Бенжамена Констана, будто бы завещанных поэтессе m-me Рекамье. Но когда Коле стала издавать их, наследница м-м Рекамье, м-м Ленорман, затеяла процесс, который кончился конфискацией писем.
Из стихотворных сборников Коле заслуживают внимание, кроме «Fleurs du midi», «Penserosa», «Le poéme de la femme», «La paysanne», «La servante», «La réligieuse», «Les satires du peuple». Из прозаических произведений писательницы наиболее известны: «La jeunesse de Mirabeau», «Les coeurs brises», «Folles et saintes», «Lui roman, contemporain», «Histoire d’un soldat» и «Ces petits messieurs».
Луиза Коле умерла 9 марта 1876 года в Париже и была похоронена в городке Вернёй-сюр-Авр.